# كأس تونس 1964–65
كأس تونس لكرة القدم 1964-1965 هو الموسم رقم 10 منذ الاستقلال وال35 منذ إنشائه من كأس تونس لكرة القدم.

فاز بهذا الموسم النادي الإفريقي، وجاء ثانيا المستقبل الرياضي بالمرسى.

## روابط خارجية
- الموقع الرسمي للجامعة التونسية لكرة القدم.